# Roma-Napoli-Roma 1909
La Roma-Napoli-Roma 1909, ottava edizione della corsa, si svolse dal 19 al 20 settembre 1909 su un percorso di 457,9 km, suddiviso su 2 tappe. La vittoria fu appannaggio dell'italiano Giovanni Gerbi, che completò il percorso in 18h19'00", precedendo i connazionali Eberardo Pavesi e Pietro Aymo.
Come l'edizione precedente, la classifica finale venne stilata a tempo, sommando il tempo della prima frazione a quello della seconda, la quale, prevedeva partenze scaglionate a seconda dei distacchi fatti registrare nella prima frazione. Quindi, il primo giunto sul traguardo di Napoli, partiva per primo, il secondo per secondo, ma con una distanza temporale pari al distacco della tappa precedente

## Tappe
| Tappa  | Data         | Percorso      | km    | Vincitore di tappa | Leader cl. generale |
| ------ | ------------ | ------------- | ----- | ------------------ | ------------------- |
| 1ª     | 19 settembre | Roma > Napoli | 230   | Luigi Ganna        | Luigi Ganna         |
| 2ª     | 20 settembre | Napoli > Roma | 227,9 | Giovanni Gerbi     | Giovanni Gerbi      |
| Totale | Totale       | Totale        | 457,9 |                    |                     |

## Dettagli delle tappe

### 1ª tappa
- 19 settembre: Roma > Napoli – 230 km

Risultati
| Pos. | Corridore           | Squadra | Tempo    |
| ---- | ------------------- | ------- | -------- |
| 1    | Luigi Ganna         | Atala   | 8h45'00" |
| 2    | Vincenzo Borgarello | Peugeot | s.t.     |
| 3    | Giovanni Gerbi      | Bianchi | s.t.     |

| Pos. | Corridore           | Squadra | Tempo    |
| ---- | ------------------- | ------- | -------- |
| 1    | Luigi Ganna         | Atala   | 8h45'00" |
| 2    | Vincenzo Borgarello | Peugeot | s.t.     |
| 3    | Giovanni Gerbi      | Bianchi | s.t.     |

### 2ª tappa
- 20 settembre: Napoli > Roma – 227,9 km

Risultati
| Pos. | Corridore       | Squadra | Tempo    |
| ---- | --------------- | ------- | -------- |
| 1    | Giovanni Gerbi  | Bianchi | 9h34'00" |
| 2    | Eberardo Pavesi | Atala   | s.t.     |
| 3    | Pietro Aymo     | Dei     | s.t.     |

| Pos. | Corridore       | Squadra | Tempo     |
| ---- | --------------- | ------- | --------- |
| 1    | Giovanni Gerbi  | Bianchi | 18h19'00" |
| 2    | Eberardo Pavesi | Atala   | s.t.      |
| 3    | Pietro Aymo     | Dei     | s.t.      |

## Classifiche finali

### Classifica generale
| Pos. | Corridore           | Squadra         | Tempo     |
| ---- | ------------------- | --------------- | --------- |
| 1    | Giovanni Gerbi      | Bianchi-Dunlop  | 18h19'00" |
| 2    | Eberardo Pavesi     | Atala-Dunlop    | s.t.      |
| 3    | Pietro Aymo         | Dei-Pirelli     | s.t.      |
| 4    | Battista Danesi     | Atala-Dunlop    | a 3'00"   |
| 5    | Emilio Chironi      | -               | a 6'00"   |
| 6    | Vincenzo Borgarello | Peugeot         | a 13'00"  |
| 7    | Giuseppe Santhià    | Fiat            | a 15'00"  |
| 8    | Giovanni Ciotti     | Bergami-Pirelli | s.t.      |
| 9    | Ferrari             | Labor-Chauvia   | s.t.      |
| 10   | Giuseppe Galbai     | Bianchi         | a 18'00"  |